# シェフ・シャガリ
シェフ・シャガリ（Shehu Usman Aliyu Shagari、1925年2月25日 - 2018年12月28日）は、ナイジェリアの政治家。フラニ人のイスラム教徒。1979年から1983年まで、ナイジェリアの大統領を務めた。シャガリはソコト帝国の貴族の位を持ち、議員に選出されるまで短い間教師をしていた。

## 経歴
シャガリは1925年、イギリス領北部ナイジェリア内ソコト帝国のソコト州シャガリ村にて生まれ、カドゥナ大学へと進学した。カドゥナ大学は教員養成校であったが、当時の北部ナイジェリアには高等教育を受ける機関はほとんどなく、カドゥナ大学の初期卒業生は地域のエリートとなっていった。シャガリもその例外ではなかった。卒業後、彼はソコト中学校の科学教師となり、ついでザリア中学校の科学教師となった。1945年に第二次世界大戦が終わると、シャガリはソコト中学校の科学・歴史・地理の教師となった。6年後、アルグングに新しく小学校が建設されると、彼はそこの校長となった。
1930年代にはすでに北部ナイジェリアでも政治活動がはじまっていた。カドゥナ大学在学中から、シャガリは南ナイジェリアの新聞の熱心な読者として南部の政治運動にも精通し、また彼の生地であるソコトのヤボ地区の開発にも強い関心を持っていた。1946年にはシャガリはソコトにて政治団体を設立し、ソコト帝国世継王子のアフマド・ベロなど地域の実力者の支持を得た。1948年にはシャガリの団体ほか北部の政治団体が大同団結し、北部人民会議（NPC）が設立されて政党となった。1958年にはアブバカル・タファワ・バレワ首相の秘書となり、1959年の前にシャガリはソコト南西部から議員に選出された。1959年の選挙で北部人民会議が勝利し与党となると、1960年には経済開発大臣、1962年には総務大臣、1965年には労働大臣を歴任した。しかしバレワ政権が1966年のクーデターによって崩壊するとシャガリはソコトに帰り、彼の農場を経営しつつSokoto Native Authorityの評議員となった。1970年にヤクブ・ゴウォン軍事評議会議長はシャガリを呼び戻し、経済大臣に、次いで財務大臣に任命した。ゴウォン政権はクーデターで打倒され、それを継いだムルタラ・ムハンマド、オルセグン・オバサンジョ両議長は民政移管を表明した。これにより政党が復活し、シャガリは北部を基盤とするナイジェリア国民党の候補として1979年の大統領選挙に出馬し、勝利した。
大統領に就任すると、シャガリはおりからのオイルブームの中、拡大した資金を工業や農業、住宅建設や運輸の野心的なプログラムにつぎ込んだ。農業では緑の革命を支持し、大規模農業や機械化を推進したが、これは政界から引退するときに巨大な農地を手に入れていた退役軍人らを利する結果となった。工業ではデルタ製鉄所やアジャオクタ製鉄所計画に数百万ドルをつぎ込んだが、失敗に終わった。こうしたプロジェクトでは政府高官に多額のリベートが流れたとされ、政界の腐敗の一因となった。
1981年から始まった原油価格の下落は、ナイジェリア政府の財政に悪影響を与えた。シャガリは、1970年代の好況に対応した経済からのハードランディングから国を保護するために経済安定化計画を開始した。計画の主要な目標は、関税を引き上げ、輸入ライセンスを制限することで増大していた政府支出を削減することだった。しかし、安定化計画の実行結果は最小限のものであり、国はさらに経済的窮地に陥った。
シャガリ政権の元で腐敗は広がり、1979年の選挙の資金の出所をめぐって批判が高まった。1983年の選挙では選挙違反や宗教的対立や政治的暴力が横行する中シャガリは再選を果たしたが、世界の石油価格の下落と相まって、国家財政はさらに著しく悪化した。状況が悪化する中、1983年12月31日にムハンマド・ブハリがクーデターを起こし、シャガリは政権を追われた。
2018年12月28日、アブジャで死去。93歳没。

## 人柄
- 大統領就任以前は、穏やかで理想的な文民政治家として称えられた。腐敗や軍民政治の強硬さを嫌う有権者に清廉潔白さをアピールするシャガリは期待を集めた[3]が、大統領就任後には次々と国家的事業に失敗。結果的に政治腐敗が進行したのは前述のとおりである。